# Ancistrocladus barteri
Ancistrocladus barteri är en tvåhjärtbladig växtart som beskrevs av Scott-elliot. Ancistrocladus barteri ingår i släktet Ancistrocladus och familjen Ancistrocladaceae. Inga underarter finns listade i Catalogue of Life.